# 脱プロトン化
脱プロトン化 (だつプロトンか、英: deprotonation) は、分子からプロトン (H+) を除去して共役塩基を作る反応である。
分子がプロトンを離す相対能力は、pKa に依る。低い pKa 値は、物質が酸性でプロトンを容易に塩基に渡すことを意味する。化合物の pKa 値は様々な要素に依存するが、最も大きいのは負の電荷を持った共役塩基の安定性である。負の電荷は、広い表面や長い鎖に広がると安定化する。鎖や環に負の電荷を分散させる機構の1つが共鳴である。溶媒も共役塩基の負電荷の安定性に寄与する。
脱プロトン化に用いる塩基は、対象の pKa に依る。プロトンが酸性ではなく、離れにくい場合は、水酸化物よりも強い塩基が必要である。水素化物はそのような強い塩基の1つであり、水素化ナトリウムや水素化カリウムが良く用いられる。水素化物は他の分子からプロトンを奪って、水素ガスを発生する。水素は大気中では酸素と反応して発火して危険なため、窒素ガスのような不活性雰囲気中で行わなければならない。